# 브루누 라즈
브루누 미겔 실바 두 나시멘투(Bruno Miguel Silva do Nascimento, 1976년 5월 12일 ~ )는 간단히 브루누 라즈(Bruno Lage)라는 이름으로 알려져 있는 포르투갈의 축구 선수 출신 감독이다. 현재 프리메이라리가의 벤피카 감독을 맡고있다.
포르투갈에서 SL 벤피카의 짧은 감독 기간 동안에 2018-19년 프리메이라리가와 2019년 수페르타사 칸디두 드 올리베이라에서 우승했다.

## 수상
SL 벤피카 (2019년 ~ 2020년)
- 프리메이라리가: 2018-19
- 수페르타사 칸디두 드 올리베이라 우승: 2019
- 타사 드 포르투갈 준우승 : 2019-20